# Cinémathèque Française
A Cinémathèque Française (em português:  Cinemateca Francesa) é uma organização privada francesa, fundada em 2 de setembro de 1936. Financiada em grande parte pelo Estado Francês, a Cinémathèque Française dedica-se à preservação, restauração e a divulgação do património cinematográfico. Com mais de quarenta mil filmes e milhares de documentos e objetos relacionados ao cinema, ela constitui uma das maiores bases de dados globais sobre a sétima arte.

## História
A origem da Cinémathèque surgiu em 1935, quando Henri Langlois e Georges Franju, que durante anos, recuperaram e salvaram as cópias antigas de filmes, criando um cineclube intitulado Cercle du cinéma (em português:  Círculo do cinema), para mostrar e divulgar as obras do passado.
No ano seguinte, em 2 de setembro de 1936, com o apoio moral e financeiro de Paul-Auguste Harlé, nasceu a Cinémathèque française, que sob a direção de Henri Langlois, recebeu o mandato de conservar e restaurar os filmes, para mostrá-los às novas gerações, como uma instituição cinematográfica. Para além dos filmes, a Cinemateca francesa começou a colecionar tudo que estava relacionado com o cinema, como câmaras, cartazes, publicações, figurinos e até mesmo sets de filmagem.
Em 26 de outubro de 1948, a sala de projeção com sessenta lugares e o primeiro museu cinematográfico de Henri Langlois, foram inauguradas com três andares na sétima avenida de Messine, do 8º arrondissement de Paris. Foi neste ambiente que encontravam-se notavelmente François Truffaut, Jean-Luc Godard, Jacques Rivette, Éric Rohmer e Suzanne Schiffman.
Em 1 de dezembro de 1955, a Cinemateca francesa foi mudada e estabelecida numa nova sala de duzentos e sessenta lugares, na vigésima nona rua de Ulm, no 5º arrondissement de Paris, esta sala de Jules-Ferry reuniu à descoberta de cinéfilos parisienses, bem antes da era do cinema sob demanda, o património cinematográfico global através de Henri Langlois que projetou sua coleção para atender seus humores, os filmes como o filme B americano projetado por Nickel Odéon de Bertrand Tavernier. Em de junho de 1963, a Cinemateca se instalou numa sala do Palais de Chaillot, graças aos fundos atribuídos por André Malraux, ministro da Cultura e passou a ser mais ligada com o governo.
Em fevereiro de 1968, André Malraux, sob pressão do Ministério das Finanças, exigiu mudanças na gestão da Cinémathèque française e Henri Langlois regressou. Um comité de defesa foi formado, os cineastas franceses (do qual Abel Gance, François Truffaut, Alain Resnais, Georges Franju, Jean-Luc Godard, Chris Marker, Jacques Rivette, Alexandre Astruc, Claude Chabrol, Pierre Kast, Claude Berri, Jacques Doniol-Valcroze, Jean Eustache, André Cayatte, Éric Rohmer, Jean Rouch, Joris Ivens, Robert Bresson, os atores Jean-Pierre Léaud, Claude Jade, Françoise Rosay e Jean Marais) se manifestaram. Cineastas estrangeiros, como Charlie Chaplin e Stanley Kubrick levaram os seus apoiantes. As manifestações de protesto foram organizadas e Henri Langlois foi reintegrado à direção da Cinémathèque, em 22 de abril.
Em 14 de junho de 1972, aconteceu a inauguração do primeiro grande museu do cinema, na praça do Trocadéro. Em 2 de abril de 1974, Henri Langlois recebeu o Óscar Honorário, e em seguida o César. Ele morreu em 13 de janeiro de 1977.
Em 1980, a sala de projeção da Cinémathèque française foi inaugurada no Centro Georges Pompidou. Constantin Costa-Gavras foi nomeado presidente da Cinémathèque em 1981. A partir de 1984 até 1996, Jack Lang, ministro da Cultura, iniciou o projeto, continuado por seus sucessores, da instalação de uma grande instituição cinematográfica dentro do Palais de Tokyo, perto do Trocadéro. Jean Saint-Geours tornou-se presidente em 1991.
As grandes retrospectivas foram então organizadas, permitindo que os espectadores apreciassem as obras de um cineasta na íntegra: Ingmar Bergman, Ernst Lubitsch, Fritz Lang e Robert Bresson. Após existir as programações temáticas como (western...).
A Cinémathèque foi transferida para o Palais de Tokyo.
Em 24 de julho de 1997, um incêndio tomou conta do telhado do Palais de Chaillot. As obras do Musée du Cinéma Henri Langlois (em português:  Museu do Cinema Henri Langlois), foram evacuadas durante a noite e estiveram intactas, mas a Cinémathèque française deixou o palácio de Chaillot. A sala de projecção foi fechada por mais de um ano. Em 7 de novembro do mesmo ano, foi inaugurado uma sala no Grands Boulevards.
Nesta última sala, a Cinémathèque explorou os novos « territórios » cinematográficos, com filmes « à margem », como os filmes B.

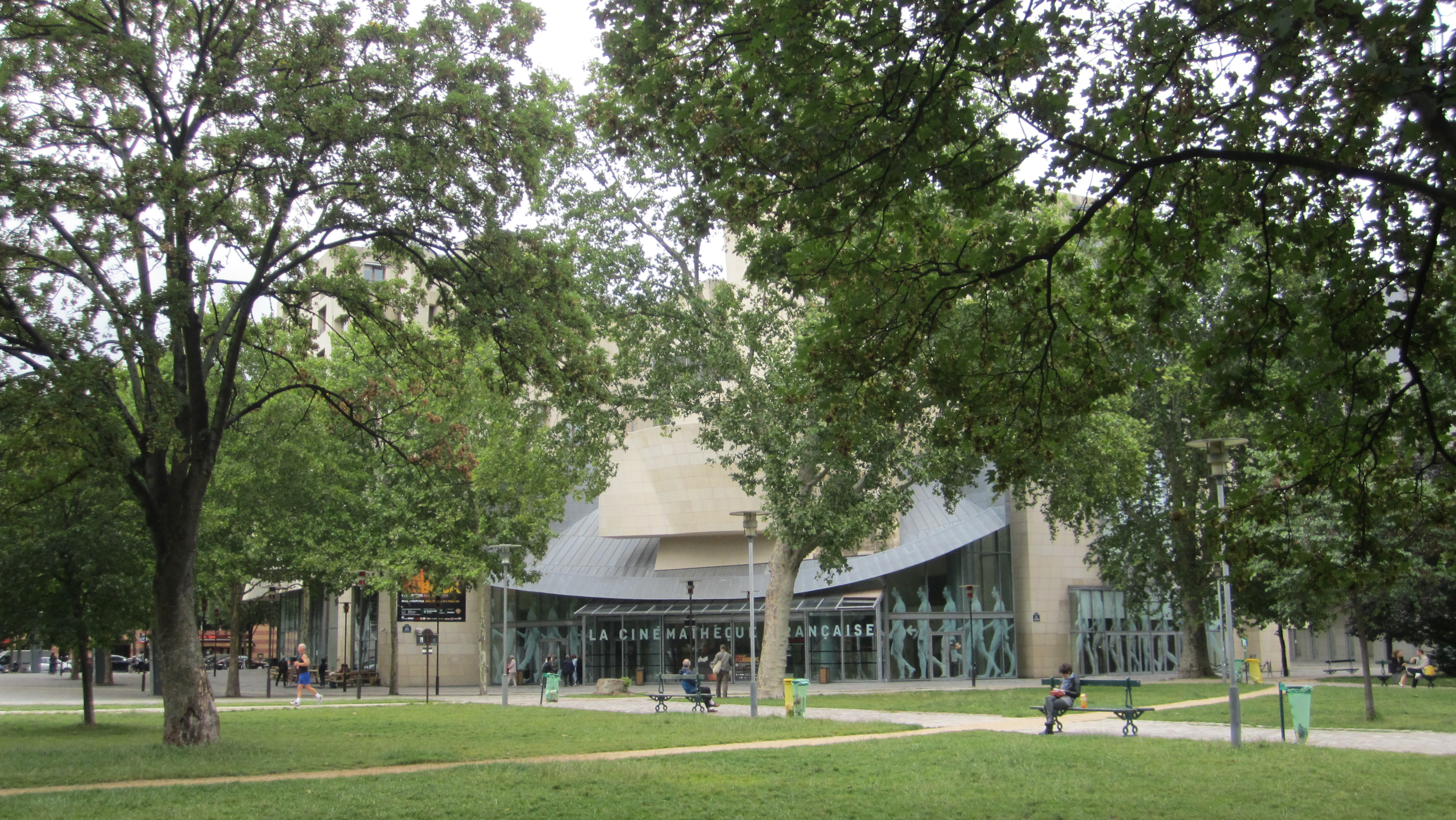
Entrada da Cinémathèque française.

Em 30 de junho  de 1998, vista a decisão tomada do abandono do projecto de remodelação Palais de Tokyo, Catherine Trautmann, ministra da Cultura, anuncia a decisão de instalar « La Maison du Cinéma » no antigo Centre culturel américain na 51ª rua de Bercy, do 12º arrondissement de Paris. Jean-Charles Tacchella foi eleito presidente da Cinémathèque em junho de 2000. Em 29 de outubro de 2002, Jean-Jacques Aillagon, ministro da Cultura, anunciou que a Cinémathèque française e a Bibliothèque du Film (BiFi) se tornariam duas instituições conjuntas fusionadas, intitulada « Cinémathèque française », no edifício da 51ª rua de Bercy. Em 2003, Serge Toubiana apresentou o seu relatório Toute la mémoire du monde e tornou-se o diretor geral da Cinémathèque, em abril.
Em setembro de 2003, o produtor e realizador Claude Berri foi nomeado presidente da Cinémathèque. Em 28 de fevereiro de 2005, as salas do Palais de Chaillot e do Grands Boulevards foram fechadas e o novo local da Cinémathèque Française, na 51ª rua de Bercy à Paris, no antigo edifício do « American Center » do arquiteto Frank Gehry, foi aberto ao público em 28 de setembro de 2005.
Desde 1 de janeiro de 2007, a Cinémathèque française fundiu-se com a BiFi (Bibliothèque du film) e no mês de junho de 2007, a Cinémathèque française começou a ser presidiada por Constantin Costa-Gavras.
A Cinémathèque française é equipada pela projeção em formatos analógicos e digitais.